# Баденская земельная библиотека
Баденская земельная библиотека; нем. Badische Landesbibliothek, BLB) — публичная академическая библиотека, расположенная в городе Карлсруэ (Баден-Вюртемберг); совместно с Вюртембергской земельной библиотекой (WLB) в Штутгарте образует региональную библиотеку земли Баден-Вюртемберга; несёт особую ответственность за библиотечное обслуживание административных округов Фрайбург и Карлсруэ; также является архивом. Фонд библиотеки насчитывал, по данным на 2019 год, 2,8 миллионов единиц хранения и включал в себя значительные собрания средневековых рукописей, нот, автографов, инкунабул, гравюр и исторических карт.

## История

### Основание. Ранние годы
История Баденской земельной библиотеки тесно связана как с историей маркграфов и великих герцогов Бадена, так и с культурной историей региона Верхний Рейн, в целом. Собрание баденской библиотеки восходит к книжной коллекции, которую создавали и постоянно расширяли маркграфы. Первую такую коллекцию около 1500 года собрал маркграф Кристоф I Баденский (1453—1527); он разместил ей в своей резиденции в Пфорцхайме. Его молитвенник — вероятно, созданный около 1490 года в Париже — сегодня является самой старой книгой в собрании. Затем гуманист Иоганн Рейхлин (1455—1522) завещал свою научную библиотеку монастырю в Пфорцхайме: в его личное собрание входили редкие еврейские и греческие рукописи. С 1523 года обе коллекции были размещены в городской коллегиальной и замковой церкви Святого Михаила.
С разделением Бадена в 1535 году, книги также были разделены между Пфорцхаймом и Баден-Баденом. Поскольку маркграф Карл II (1529—1577) перенес свою резиденцию из Пфорцхейма в Дурлах в 1565 году, его книги также оказались в местном замке Карлсбург. Когда в последующие столетия регион Верхнего Рейна стал ареной для целой серии войн, обе книжные коллекции несколько раз перемещались для сохранности в Страсбург и Базель; многие из произведений бывшей маркграфической коллекции были потеряны — в основном, в XVII веке из-за последствий войн и переездов.
После строительства дворцов в Карлсруэ и Раштатте в них были созданы помещения для библиотек: книги из собрания в Дурлахе были помещены во флигель дворца Карлсруэ, а книги, которые раньше хранились в Баден-Бадене, были перемещены во дворец Раштатта (около 8 тысяч). Когда Баден был восстановлен как единое государство, в 1771 году, книжные коллекции также были объединены: общее собрание в тот период оценивалось в 20 000 томов. Маркграф Карл Фридрих Баденский (1728—1811) в 1770 году издал первые правила доступа к своему собранию: он позволил пользоваться библиотекой всем тем, «кто посвятил себя изучению наук и изящных искусств».

### С XIX века
В ходе секуляризации в регионе, проходившей в 1803 году, баденские монастыри были упразднены, а придворная библиотека получила право первого выбора книг из монастырских библиотек. Передача книг из 30 таких библиотек затянулась до 1822 года. Кодексы, ранее принадлежавшие монастырям, значительно обогатили фонд средневековых рукописей. Одновременно, для придворной библиотеки потребовалось новое помещение: в 1873 году библиотека «Hof- und Landesbibliothek» переехали в здание на площади Фридрихсплац, имея в своих фондах 122 486 томов.
В 1876 году библиотека опубликовала свой каталог, что сделало собрание доступным для всех жителей Бадена; новые каталоги печатались с 1886 по 1930 год. В 1918 году Великокняжеская библиотеку была переименована в Баденскую земельную библиотеку. Накануне Второй мировой войны книжный фонды библиотеки почти утроился — несмотря на экономически сложности в период после Первой мировой войны. Во время масштабного авианалета на Карлсруэ, проходившего в ночь со 2 на 3 сентября 1942 года, здание библиотеки значительно пострадало. Библиотека полностью сгорела и потеряла почти весь свой фонд печатных книг, на тот момент 367 000 томов. В бомбоубежище сохранился только служебный каталог, который стал доступен в цифровом виде в 2011 году. Средневековые рукописи, заранее переданные в другие места хранения, во многом удалось спасти.
После разрушения своего основного здания, библиотека могла переехать в новое помещение в Нимфенгартене в конце 1964 года. Реконструкция библиотечного фонда началась еще во время Второй мировой войны: от населения поступило большое количество пожертвований. Многое внесли как государственные, так и муниципальные учреждения региона — в том числе и дубликаты старинных гравюр. К 1964 году библиотека смогла предоставить своим пользователям почти 330 000 томов.
В 1982 году книжные фонды превысили 1 миллион единиц хранения, что потребовало новых помещений. Новое библиотечное здание было построено по планам Освальда Матиаса Унгерса (1926—2007) на улице Эрбпринценштрассе, где библиотека находится по сей день. В 1987 году была сдана первая очередь; четыре года спустя была введена в эксплуатацию вторая очередь. В 2019 году собрание в Бадене насчитывало около 2,8 млн единиц хранения.